# International Design Excellence Awards
International Design Excellence Awards (IDEA) är ett designpris som delats ut sedan 1980 av IDSA, Industrial Designers Society of America, som är den största intresseorganisation för industridesigner i USA.
Jurymedlemmarna kommer från internationella designföretag. Bedömningskriterierna för priset är:
- Innovation
- Användarupplevelse
- Designföretagets samhällsansvar
- Kundens mervärde
- Visuell attraktivitet och adekvat estetik
- Användarstudier
- Designstrategi